# 让-巴蒂斯特·韦德拉奥果
让-巴蒂斯特·菲利普·韦德拉奥果（法語：Jean-Baptiste Philippe Ouédraogo，法語發音：[ʒɑ̃ batist filip wedʁaɔɡo]；1942年6月30日—）是上伏塔總統，1982年11月8日藉由政變上任，1983年8月4日亦為政變推翻，由托馬·桑卡拉繼任。